# Ramana Maharshi
Ramana Maharshi /rəˈmʌnə məˈhʌrʃi/, foi um sábio hindu indiano e jivanmukta (ser libertado). Seu nome de nascença era Venkataraman Iyer, mas é mais conhecido pelo nome de Bhagavan Sri Ramana Maharshi.
Ele nasceu em Tiruchuli, Tamil Nadu na Índia. Em 1895, uma atração pela colina sagrada Arunachala e os 63 Nayanmars foi despertada nele, e em 1896, aos 16 anos, ele teve uma "experiência de morte" onde tomou consciência de uma "corrente" ou "força" (avesam) que ele reconheceu como seu verdadeiro "eu", e que mais tarde ele identificou com "o Deus pessoal, ou Ishwara", isto é, Xiva. Isso resultou em um estado que mais tarde ele descreveu como "o estado de espírito de Ishwara ou o jnani". Seis semanas depois, ele deixou a casa de seu tio em Madurai e viajou para a montanha sagrada Arunachala, em Tiruvannamalai, onde assumiu o papel de sannyasin (embora não formalmente iniciado) e permaneceu pelo resto de sua vida.
Ele atraiu devotos que o consideravam um avatar de Shiva e vinham até ele para obter o darshan ("a visão de Deus"). Nos últimos anos, um ashram cresceu ao seu redor, onde os visitantes recebiam upadesa ("instrução espiritual") sentando-se silenciosamente em sua companhia e fazendo perguntas. A partir da década de 1930, seus ensinamentos foram popularizados no Ocidente.
Ramana Maharshi aprovou uma série de caminhos e práticas, mas recomendou a auto-indagação como o principal meio para remover a ignorância e permanecer na autoconsciência, juntamente com bhakti (devoção) ou rendição ao "eu".